# Обратный агонист

Кривые зависимости «доза-эффект» для полного агониста, частичного агониста, нейтрального антагониста и обратного агониста

Спектр внутренней агонистической активности различных подтипов лигандов клеточных рецепторов — обратных агонистов, нейтральных антагонистов, частичных агонистов, полных агонистов и суперагонистов

Антагонист, в том числе «обратный агонист», блокирует связывание молекулы агониста с рецептором, ингибируя сигнал от взаимодействия рецептор — агонист

Обра́тный агони́ст (англ. inverse agonist) — это химическое соединение, которое связывается с тем же самым клеточным рецептором, что и агонист, однако производит физиологические эффекты, в целом противоположные физиологическим эффектам агониста.
Необходимым предварительным условием для возможности существования обратного агониста является то, что рецептор должен иметь некий ненулевой (причём существенный, определимый нашими современными методами исследования и наблюдения, клинически и физиологически значимый) базальный уровень конституциональной внутренней активности в отсутствие связывания с ним лигандов. В таком случае агонист повышает активность рецепторной системы выше базального уровня (повышая вероятность перехода рецептора в активированное состояние). Но, обратный агонист оказывает противоположный эффект — понижает активность рецепторной системы ниже базального уровня, стабилизируя рецептор в «неактивном» состоянии и делая переход рецептора в активированное состояние менее энергетически выгодным и менее вероятным. А нейтральный антагонист сам по себе не оказывает влияния на активность рецептора в отсутствие агонистов или обратных агонистов (то есть не меняет конституциональную активность рецептора, не изменяя вероятности его различных конформационных состояний), однако блокирует воздействие на рецептор как агонистов, так и обратных агонистов.
Внутренняя агонистическая активность полного агониста, согласно строгому определению, равна 100 % от активности эндогенного агониста, внутренняя агонистическая активность полностью нейтрального антагониста равна 0 % (оба случая весьма редко наблюдаются на практике — обычно наблюдается «почти полный агонизм» в случае «полных агонистов», и слабый или очень слабый парциальный агонизм или обратный агонизм в случае «нейтральных антагонистов», и даже в случаях кажущегося равенства наблюдаемой внутренней агонистической активности соединения 0 % или 100 % это означает лишь, что разница меньше погрешности метода измерения). Внутренняя агонистическая активность «обратного агониста», согласно этому же определению, отрицательна (то есть меньше нуля), поскольку вызываемый им физиологический ответ противоположен вызываемому агонистом.

## Примеры
Примером рецептора, который обладает клинически значимой базальной конститутивной активностью и для которого найдены и идентифицированы обратные агонисты, является ГАМКA-рецептор. Агонисты ГАМКA-рецепторов (такие, как диазепам или фенобарбитал) вызывают седативное, снотворное, анксиолитическое и антиконвульсантное (противосудорожное) действие, в то время как инверсные агонисты, такие, как Ro15-4513, имеют анксиогенные (провоцирующие тревогу или даже судорожные (как некоторые β-карболины) эффекты, и в то же время могут улучшать когнитивную функцию.
Два известных эндогенных обратных агониста — это Агути-связанный пептид и сходный с ним Агути сигнальный пептид. Оба обнаруживаются у человека, и оба связываются с рецепторами к меланокортину подтипов 4 и 1 с наномолярной аффинностью.